# جون والاس (سياسي بريطاني)
جون والاس (بالإنجليزية: John Wallace)‏ هو سياسي بريطاني (وحمل سابقاً جنسية المملكة المتحدة لبريطانيا العظمى وأيرلندا)، ولد في 1 يوليو 1868، وتوفي في 12 أبريل 1949. في الانتخابات العمومية البريطانية 1918 ‏، انتخب عضو برلمان المملكة المتحدة الـ31 عن دائرة Dunfermline Burghs (UK Parliament constituency) ‏ (14 ديسمبر 1918 – 26 أكتوبر 1922) وفي الانتخابات العامة في المملكة المتحدة 1931 ‏، انتخب عضو برلمان المملكة المتحدة الـ36 عن دائرة Dunfermline Burghs (UK Parliament constituency) ‏ (27 أكتوبر 1931 – 25 أكتوبر 1935).